# Lei de Peirce
A Lei de Peirce no cálculo proposicional diz que {\displaystyle ((A\to B)\to A)\to A} onde {\displaystyle \to } é o símbolo de implicação. Em outras palavras, essa lei diz que A deve ser verdade se você pode demonstrar que A implicando em B obriga A a ser verdade. Foi proposta pelo filósofo e lógico Charles Sanders Peirce.
Esta fórmula é válida na lógica clássica e não é válida na lógica intuicionista ou lógicas intermediárias. Pode-se mostrar que, na lógica intuicionista, há uma certa equivalência entre a Lei de Peirce, a regra da eliminação da dupla negação, a lei do terceiro excluído e a contraposição. A adição de qualquer um destes princípios à lógica intuicionista nos dá toda a lógica clássica.
A lei de Peirce não pode ser deduzida partindo somente do teorema da dedução.
Sob o isomorfismo de Curry-Howard a lei de Peirce é um tipo de operador de continuação.

## Demonstração da Lei de Peirce na lógica clássica
Uma das estratégias de demonstração fundamentais da lógica clássica é o raciocínio por absurdo. Para mostrar uma proposição {\displaystyle A}, supõe-se que {\displaystyle A} é falso. Se chegarmos a uma contradição, então pode-se deduzir a validade de {\displaystyle A}.
Para mostrar que a implicação {\displaystyle ((A\to B)\to A)\to A} é válida supõe-se, por absurdo, que ela é falsa, isto é, {\displaystyle \neg (((A\to B)\to A)\to A)}. Portanto, {\displaystyle ((A\to B)\to A)} é verdadeira e {\displaystyle A} é falsa, donde, {\displaystyle A\to B} é falsa, e portanto {\displaystyle A} é verdadeira, o que resulta em um absurdo.
Conclui-se que {\displaystyle ((A\to B)\to A)\to A}.

## Lógica intuicionista e a lei de Peirce
A lógica intuicionista trata a negação da seguinte maneira :
- Se existe ao mesmo tempo uma proposição {\displaystyle A} e a sua negação {\displaystyle \lnot A}, então tem-se uma contradição, denotada por {\displaystyle \bot } (regra da eliminação da negação).
- Se uma proposição {\displaystyle A} é conduzida a uma contradição, então temos que {\displaystyle \lnot A} é válida (regra da introdução da negação). Neste sentido, {\displaystyle \lnot A} é apenas outra forma de denotar {\displaystyle A\to \bot }.
- Se um raciocínio chega a uma contradição, então pode-se deduzir a validade de qualquer proposição (regra do absurdo intuicionista). Esta regra é substituída, na lógica clássica, pelo raciocínio por absurdo.

Considere então as seguintes fórmulas :
- Eliminação da dupla negação : {\displaystyle \lnot \lnot A\to A}
- Terceiro excluído : {\displaystyle A\lor \lnot A}
- Contraposição : {\displaystyle (\lnot A\to \lnot B)\to (B\to A)}

Se partimos da lógica intuicionista e acrescentamos a esta lógica a lei de Peirce, pode-se mostrar que as três fórmulas acima são válidas e que obtém-se a lógica clássica. Antes de mais nada, considere a lei de Peirce substituindo {\displaystyle B} por uma proposição falsa, obtendo-se {\displaystyle (\lnot A\to A)\to A}.

### Demonstração da eliminação da dupla negação
Assuma como hipótese a fórmula {\displaystyle \neg \neg A}. Supondo-se {\displaystyle \neg A} chega-se a uma contradição (uma proposição e sua negação). Dessa forma, pode-se deduzir {\displaystyle A} pela regra do absurdo intuicionista. Por conseguinte, mostrou-se a implicação {\displaystyle \neg A\rightarrow A}. Usando a lei de Peirce (neste formato: {\displaystyle (\lnot A\to A)\to A}) conclui-se que {\displaystyle \neg \neg A\rightarrow A}.

### Demonstração do terceiro excluído
É uma consequência direta da eliminação da dupla negação e do raciocínio por absurdo. Para provar {\displaystyle A\lor \lnot A}, admite-se por absurdo {\displaystyle \neg (A\lor \lnot A)}, que é equivalente a {\displaystyle \neg A\land \neg \neg A}. A partir da eliminação da dupla negação, há uma contradição. Portanto, {\displaystyle A\lor \lnot A}.

### Demonstração da contraposição
É também uma consequência da eliminação da dupla negação. Por absurdo, tem-se:
1. {\displaystyle \neg ((\neg A\rightarrow \neg B)\rightarrow (B\rightarrow A))}
2. {\displaystyle \neg ((\neg \neg A\lor \neg B)\rightarrow (\neg B\lor A))}
3. {\displaystyle \neg ((A\lor \neg B)\rightarrow (\neg B\lor A))}
4. {\displaystyle \neg (\neg (A\lor \neg B)\lor (\neg B\lor A))}
5. {\displaystyle \neg \neg (A\lor \neg B)\land \neg (\neg B\lor A)}
6. {\displaystyle (A\lor \neg B)\land (\neg \neg B\land \neg A)}
7. {\displaystyle (A\lor \neg B)\land B\land \neg A}
8. {\displaystyle (A\land B\land \neg A)\lor (\neg B\land B\land \neg A)}
9. {\displaystyle \perp \lor \perp }
10. {\displaystyle \perp }

Portanto, conclui-se que {\displaystyle (\lnot A\to \lnot B)\to (B\to A)}.

## Usando a lei de Peirce com o teorema da dedução
A lei de Peirce permite usar uma técnica que usa o teorema da dedução para provar outros teoremas. Suponha que é dado um conjunto de premissas Γ e que queremos deduzir a proposição Z a partir delas. Com a lei de Peirce, pode-se adicionar (sem nenhum custo) premissas adicionais da forma Z→P a Γ.
Por exemplo, suponha que sejam dados P→Z e (P→Q)→Z e queremos deduzir Z, de modo que nós possamos usar o teorema da dedução para concluir que (P→Z)→(((P→Q)→Z)→Z) é um teorema. Então, podemos adicionar um outra premissa Z→Q. Dessa premissa e de P→Z, teremos P→Q. Usando modus ponens com (P→Q)→Z obtêm-se Z. Aplicando o teorema da dedução obtêm-se (Z→Q)→Z, a partir das premissas originais. Então, usando a lei de Peirce na forma ((Z→Q)→Z)→Z e modus ponens derivamos Z das premissas originais. Então, podemos provar o teorema inicial.
- - P→Z 1. hipótese
    - (P→Q)→Z 2. hipótese
      - Z→Q 3. hipótese
        - P 4. hipótese
        - Z 5. modus ponens 4,1
        - Q 6. modus ponens 5,3

      - P→Q 7. dedução de 4 a 6
      - Z 8. modus ponens 7,2

    - (Z→Q)→Z 9. dedução de 3 a 8
    - ((Z→Q)→Z)→Z 10. Lei de Peirce
    - Z 11. modus ponens 9,10

  - ((P→Q)→Z)→Z 12. dedução de 2 a 11
- (P→Z)→((P→Q)→Z)→Z) 13. dedução de 1 a 12